# 유엔 안전 보장 이사회 결의 제825호
유엔 안전 보장 이사회 결의 제825호는 1993년 5월 11일, 찬성 13개국, 반대 2개국으로 채택되었다. 또한 UN 안보리는 조선민주주의인민공화국의 NPT 탈퇴를 취소하고, IAEA 사찰팀의 방북을 허락할 것을 요구했다.

## 상세
조선민주주의인민공화국이 핵확산방지조약에서 탈퇴를 선언하고, 녕변 원자력 연구소에 대한 국제 원자력 기구의 감찰을 거부하면서 사태가 악화되었다. 이에 유엔 안보리와 비상임이사국들이 모여서 처음으로 북핵에 관련하여 결의안을 통과시켰다.

## 같이 보기
- 핵확산
- 핵확산방지조약